# Breaking News (canção)
Breaking News é uma canção interpretada pela boy band sul-coreano Shinee. Foi incluída como uma faixa em seu segundo álbum de estúdio em japonês, Boys Meet U, lançado em 26 de junho de 2013. A música foi escolhida como single promocional do álbum.

## Produção
A canção foi escrita e composta por Steven Lee e Drew Ryan Scott, ambos os quais haviam trabalhado com o SHINee em muitas canções, e o produtor sueco Andreas Öberg. A letra foi escrita por Hidenori Tanaka e agehasprings.

## Lançamento
Pré-visualização de "Breaking News", foi inicialmente exibido na Tokyo FM durante a Yamada Hisashi's Radian Limited F. A versão curta do vídeo musical foi lançado em 21 de junho de 2013 no canal oficial do Youtube da Universal Music Japan.

## Promoção
"Breaking News" foi performada por Shinee durante a sua segunda turnê japonesa Shinee World 2013.

## Desempenho nas paradas
| Gráfico                                | Melhores posições |
| -------------------------------------- | ----------------- |
| Gaon Gaon Single Chart (combinado)     | 171               |
| Gaon Gaon Single Chart (internacional) | 14                |